# Max Weber
Maximilian Karl Emil Weber (/ˈveɪbər/; tiếng Đức: [ˈveːbɐ]; 21 tháng 4 năm 1864 – 14 tháng 6 năm 1920) là một nhà xã hội học, nhà sử học, nhà luật học và nhà kinh tế chính trị người Đức, được coi là một trong những nhà lý thuyết quan trọng nhất về sự phát triển của xã hội phương Tây hiện đại. Ý tưởng của ông đã ảnh hưởng sâu sắc đến lý thuyết xã hội và nghiên cứu xã hội. Mặc dù được công nhận là một trong những cha đẻ của xã hội học, cùng với Auguste Comte và Émile Durkheim, Weber chưa bao giờ thừa nhận mình như một nhà xã hội học, mà là một nhà sử học.
Khác với Émile Durkheim, Weber không tin vào những lời giải thích đơn nguyên, thay vào đó đề xuất rằng đối với bất kỳ kết quả nào cũng có thể có nhiều nguyên nhân. Do đó, ông là người đề xướng phương pháp luận chống chủ nghĩa thực chứng, nghiên cứu hành động xã hội thông qua các phương pháp diễn giải (chứ không phải theo chủ nghĩa kinh nghiệm), dựa trên sự hiểu biết về mục đích và ý nghĩa của các cá nhân gắn với hành động của chính họ. Mối quan tâm chính của Weber là tìm hiểu các quá trình hợp lý hóa, thế tục hóa và "sự biến đổi", mà ông cho là kết quả của một cách nghĩ mới về thế giới, liên kết các quá trình đó với sự trỗi dậy của chủ nghĩa tư bản và nền văn minh hiện đại.
Weber được biết đến nhiều nhất với luận án kết hợp xã hội học kinh tế và xã hội học tôn giáo, nhấn mạnh tầm quan trọng của những ảnh hưởng văn hóa gắn liền với tôn giáo như một phương tiện để hiểu về nguồn gốc của chủ nghĩa tư bản (trái ngược với chủ nghĩa duy vật lịch sử của Marx). Đầu tiên Weber trình bày chi tiết hơn lý thuyết của mình trong tác phẩm nổi tiếng, Nền đạo đức Tin Lành và tinh thần của chủ nghĩa tư bản (1905), ông đã cho rằng Đạo Tin lành là một trong những "mối quan hệ tự chọn" liên quan đến sự trỗi dậy của chủ nghĩa tư bản theo định hướng kinh tế thị trường và nhà nước hợp pháp trong thế giới phương Tây. Lập luận việc thúc đẩy chủ nghĩa tư bản là nguyên lý cơ bản của đạo Tin lành, Weber cho rằng tinh thần của chủ nghĩa tư bản vốn có trong các giá trị tôn giáo của đạo Tin lành. Đạo đức Tin lành đã sớm hình thành nên các cuộc khám phá rộng lớn hơn của Weber về tôn giáo thế giới, sau đó ông đã xem xét các tôn giáo của Trung Quốc và Ấn Độ, cũng như Do Thái giáo cổ đại, đặc biệt liên quan đến các hệ quả kinh tế khác nhau của chúng và sự phân tầng xã hội. Trong một tác phẩm lớn khác, "Politics as a Vocation", Weber đã định nghĩa "nhà nước" là một thực thể tuyên bố "độc quyền sử dụng vũ lực hợp pháp trong một vùng lãnh thổ nhất định". Ông cũng là người đầu tiên phân loại quyền lực xã hội thành các hình thức riêng biệt: thuyết phục, truyền thống và hợp pháp. Trong số đó, phân tích của Weber về bộ máy quan liêu nhấn mạnh rằng các thể chế nhà nước hiện đại ngày càng dựa trên cơ sở hợp pháp.
Weber cũng có nhiều đóng góp khác nhau cho lịch sử, lý thuyết và phương pháp luận kinh tế. Phân tích của ông về tính hiện đại và hợp lý hóa đã ảnh hưởng đáng kể đến lý thuyết phê bình liên quan đến Trường phái Frankfurt. Sau Chiến tranh thế giới thứ nhất, ông là một trong những người sáng lập Đảng Dân chủ Đức Tự do. Ông cũng tranh cử không thành công cho một ghế trong quốc hội và làm cố vấn cho ủy ban soạn thảo Hiến pháp Weimar năm 1919. Sau khi mắc cúm Tây Ban Nha, ông qua đời vì bệnh viêm phổi vào năm 1920, thọ 56 tuổi.

## Cuộc đời và sự nghiệp

### Thiếu thời

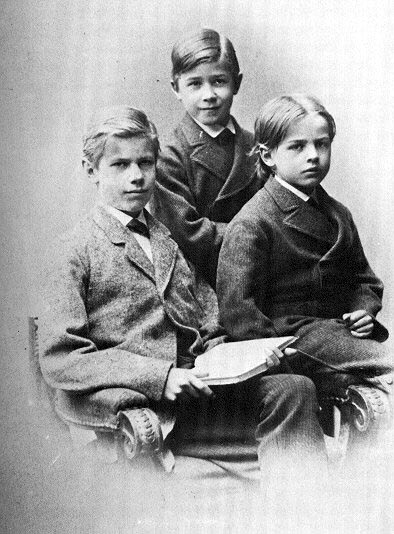
Max Weber và 2 em trai, Alfred và Karl, năm 1879

Weber chào đời tại Erfurt trong vùng Thüringen, nước Đức, là con đầu trong gia đình có bảy người con của Max Weber, Sr., một công chức và chính trị gia có khuynh hướng tự do, và Helene Fallenstein, một phụ nữ trí thức rất quan tâm đến những vấn đề tôn giáo và xã hội, bà cũng là một tín hữu Kháng Cách theo thần học Calvin. Năm 1869, gia đình dời đến sống ở Berlin, tại đây cha của Max là thành viên Hội đồng Thành phố, đồng thời là dân biểu Quốc hội Đức. Hoạt động chính trị của Weber, Sr. khiến gia đình quen thuộc với các vấn đề thời sự, phòng khách của ông là nơi thường xuyên lui tới của những học giả tiếng tăm và các nhân vật danh giá.
Cậu bé Max và em trai Alfred, người sau này cũng trở thành một nhà kinh tế học và xã hội học, đã sớm trải nghiệm môi trường tri thức từ nhỏ. Quà giáng sinh năm 1876 dành tặng bố mẹ của cậu bé Max 13 tuổi là các tiểu luận lịch sử tựa đề "Về lịch sử Đức, với những tham chiếu về vị trí của hoàng đế và giáo hoàng", và "Về Đế chế La Mã, giai đoạn từ Constantinô đến sự di trú của các dân tộc". Ở tuổi mười bốn, Weber viết những bức thư đầy dẫy các trích dẫn từ Hómēros, Vergilius, Cicero, và Livius; cậu cũng đã thâu đạt kiến thức đáng kể về Goethe, Spinoza, Kant, và Schopenhauer trước khi vào đại học.

### Học vấn
Năm 1882, Weber vào học luật tại Đại học Heidelberg. Cùng với việc học luật, ông còn tham gia các buổi thuyết trình về kinh tế và có học thêm về lịch sử trung cổ, triết học, và thần học. Sau đó, ông phục vụ trong quân đội Đức tại Strasbourg, lúc đầu là binh nhì sau lên sĩ quan.
Mùa thu năm 1884, Weber về nhà và theo học tại Đại học Berlin. Trong tám năm kế tiếp, trừ một học kỳ tại Đại học Göttingen và những kỳ huấn luyện quân sự ngắn hạn, Weber ở với cha mẹ; khi còn là sinh viên, về sau là luật sư, rồi trợ giảng (Dozent) tại Đại học Berlin. Năm 1886, Weber thi đậu kỳ thi sát hạch của luật sư đoàn. Cho đến cuối thập niên 1880, Weber tiếp tục nghiên cứu lịch sử. Ông lấy bằng tiến sĩ luật năm 1889 với luận án tựa đề Lịch sử các Tổ chức Kinh doanh thời Trung Cổ. Hai năm sau ông hoàn thành luận án (Habilitationsschrift), Lịch sử Nông nghiệp La Mã và Tầm Quan trọng của nó trong Luật Tư và Công. Ông được công nhận trở nên giáo sư tại Đức. Khi còn là sinh viên, Weber đã nói thạo các ngoại ngữ Pháp, Anh, Ý, và Tây Ban Nha. Đến năm 1905, ông học thêm tiếng Nga với luật gia Nga B. Kistiakowsky.
Những năm trong giai đoạn hoàn thành đề án tốt nghiệp, Weber bắt đầu quan tâm đến các chính sách xã hội đương thời. Năm 1888, ông gia nhập "Verein für Socialpolitik", một tổ chức chuyên nghiệp cho các nhà kinh tế Đức liên kết với các trường phái lịch sử kinh tế, những người thấy được vai trò cốt lõi của kinh tế trong việc giải quyết các vấn đề xã hội đương thời, đây cũng là những nhà tiên phong trong các nghiên cứu thống kê quy mô lớn về các vấn đề kinh tế. Weber còn tham gia vào chính trị, ông gia nhập tổ chức tả khuynh Đại hội Xã hội Tin Lành. Năm 1890, Verein für Socialpolitik thành lập một chương trình nghiên cứu để xác minh "Vấn đề Ba Lan" hay Ostflucht nhằm khảo sát về dòng người lao động nông thôn nước ngoài di cư vào miền Đông nước Đức, trong khi những người lao động địa phương thì lại tới các thành phố đang công nghiệp hóa nhanh chóng của Đức. Weber lãnh trách nghiên cứu đề tài và là người viết phần lớn các bài khảo cứu. Báo cáo cuối cùng được đánh giá là một nghiên cứu thực nghiệm xuất sắc, và nó đã đảm bảo cho danh tiếng của ông như là một chuyên gia về kinh tế nông thôn.

### Hôn nhân

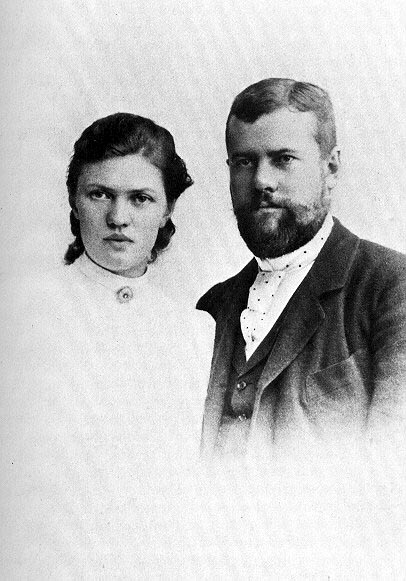
Max Weber và vợ năm 1894

Năm 1893, Weber kết hôn với cô em họ xa, Marianne Schnitger; sau này Marianne cũng là người đấu tranh cho nữ quyền và có sách xuất bản; sau khi Weber từ trần, bà làm việc tích cực tuyển chọn các bài viết của ông để xuất bản thành sách. Năm 1894, hai người đến sống ở Freiburg, ở đó Weber được bổ nhiệm làm giáo sư kinh tế học tại Đại học Freiburg, rồi tại Đại học Heidelberg năm 1896. Năm sau, Max Weber, Sr. qua đời, chỉ hai tháng sau khi xảy ra những cuộc tranh cãi dữ dội giữa hai cha con. Sau cái chết của cha, Weber bị căng thẳng và mắc chứng mất ngủ, gây nhiều khó khăn cho ông trong công việc. Tình cảnh đã buộc Weber phải cắt giảm việc dạy học và rời khóa học nửa chừng vào mùa thu năm 1899. Sau khi được điều trị tại một dưỡng đường trong mùa hè và mùa thu năm 1900, cuối năm Weber cùng vợ đến Ý và ở lại đó cho đến tháng 4 năm 1902 mới trở lại Heidelberg.

### Nghiên cứu và viết sách
Sau khi cho xuất bản một khối lượng đồ sộ các tác phẩm của ông vào đầu thập niên 1890, từ đầu năm 1898 cho đến cuối năm 1902, không có một tác phẩm nào của Weber được ra đời, đến mùa thu năm 1903, ông từ nhiệm chức giáo sư. Trong năm ấy, Weber nhận công việc phó tổng biên tập cho tạp chí Văn khố Khoa học Xã hội và Phúc lợi Xã hội cùng làm việc với các đồng nghiệp Edgar Jaffé và Werner Sombart. Năm 1904, Weber bắt đầu cho xuất bản một số trong những nghiên cứu của ông đăng trên tạp chí này, quan trọng nhất là luận văn Nền đạo đức Tin lành và tinh thần của chủ nghĩa tư bản. Đây là tác phẩm nổi tiếng nhất của Weber, lập nền cho công trình nghiên cứu của ông về ảnh hưởng của văn hóa và tôn giáo trong tiến trình phát triển hệ thống kinh tế. Luận văn này chỉ là một trong những nghiên cứu của ông được xuất bản thành sách. Cũng trong năm ấy, Weber đến thăm Hoa Kỳ và tham dự Đại hội Nghệ thuật và Khoa học được tổ chức cùng với Hội chợ Thế giới tại St. Louis. Mặc dù những thành công vang dội, Weber cảm thấy không thể trở lại bục giảng, nên tiếp tục công việc nghiên cứu nhờ những trợ giúp tài chính tư nhân, và nhờ tài sản thừa kế năm 1907. Năm 1912, Weber cố tổ chức một đảng chính trị cánh tả qui tụ những người có khuynh hướng tự do và dân chủ xã hội, nhưng không thành công, có lẽ do phe tự do e sợ những lý tưởng cách mạng của phe dân chủ xã hội vào lúc ấy.

### Các hoạt động khác

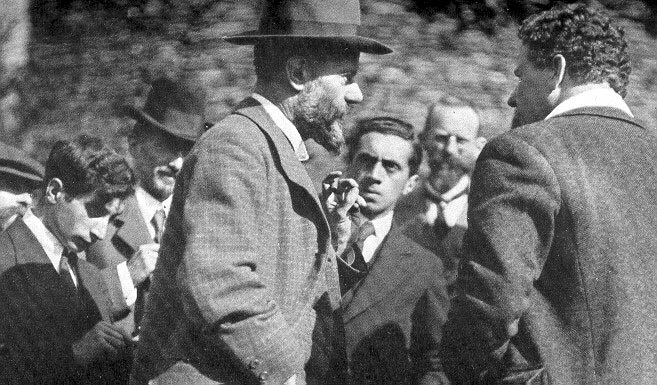
Max Weber năm 1917

Trong Chiến tranh thế giới thứ nhất, có một thời gian Weber trở thành giám đốc bệnh viện quân đội tại Heidelberg. Năm 1915 và 1916, Weber làm việc trong các ủy ban có nhiệm vụ duy trì quyền kiểm soát của Đức ở Bỉ và Ba Lan sau cuộc chiến. Những quan điểm của Weber về cuộc chiến, cũng như về sự bành trướng của Đế quốc Đức, thay đổi trong suốt chiến tranh. Sau đó ông trở thành một thành viên của hội đồng công nhân và binh sĩ của Heidelberg năm 1918. Trong cùng năm đó, Weber trở thành cố vấn cho ủy ban đình chiến Đức tại Hiệp ước Versailles. Ông cũng là cố vấn cho Ủy ban biên soạn Hiến pháp Weimar và là người ủng hộ thêm Điều 48 vào hiến pháp Weimar. Điều luật này đã cho phép Adolf Hitler gây dựng quyền lực điều hành bằng pháp lệnh, từ đó cho phép chính phủ đàn áp phe đối lập và duy trì quyền lực chuyên chế. Vì vậy mà những đóng góp của Weber cho chính trị Đức vẫn còn là một vấn đề gây nhiều tranh cãi cho đến ngày nay.
Giai đoạn sau đó Weber trở lại giảng dạy, đầu tiên ở Đại học Wien, rồi đến năm 1919 thì ông dạy tại Đại học München. Tại München, ông trở thành chủ nhiệm viện xã hội học đại học đầu tiên của Đức. Nhưng sau đó Weber rời bỏ chính trị do sự phá rối của phe cánh hữu trong năm 1919 và 1920. Rất nhiều đồng nghiệp và học sinh tại München đã tranh cãi phản đối Weber vì những bài phát biểu và vì lập trường của ông trong suốt cuộc Cách mạng Đức từ năm 1918 đến 1919, một vài sinh viên thuộc cánh hữu còn tổ chức biểu tình phản đối trước nhà ông. Max Weber qua đời vì bệnh viêm phổi tại München ngày 14 tháng 6 năm 1920

## Thành tựu
Max Weber là người trẻ nhất trong 3 người được xem là những người thành lập ra nền xã hội học Đức, (bên cạnh Tönnies và Simmel). Ông được xem là người sáng lập ra nền xã hội học chỉ huy (Herrschaftssoziologie) và bên cạnh Émile Durkheim cũng được xem là người sáng lập xã hội học tôn giáo (Religionssoziologie). Ngoài ra ông cũng được xếp bên cạnh Karl Marx và Georg Simmel, tác giả của những tác phẩm cổ điển quan trọng của ngành xã hội học kinh tế (Wirtschaftssoziologie). Ông cũng viết nhiều về các đề tài xã hội học khác., Trong khi Durkheim, chịu ảnh hưởng Auguste Comte, theo trường phái thực chứng, Weber – giống Werner Sombart, một người bạn và là người đại diện nổi tiếng nhất cho ngành xã hội học Đức – thiết lập và nghiên cứu theo truyền thống phản thực chứng. Các nghiên cứu của ông khởi xướng cuộc cách mạng phản thực chứng trong ngành khoa học xã hội, nhấn mạnh đến sự khác biệt giữa khoa học xã hội và khoa học tự nhiên, nhất là trong lĩnh vực nghiên cứu hành động xã hội của con người (trong đó Weber phân biệt giữa hành động truyền thống, cảm tính, giá trị thuần lý, và công cụ). Mặc dù những biên khảo đầu tiên của Weber là về xã hội học công nghiệp, nhưng chính những nghiên cứu về xã hội học tôn giáo và xã hội học chính quyền mới làm Weber trở nên một tên tuổi lớn.
Trong Nền đạo đức Tin lành và tinh thần của chủ nghĩa tư bản, Max Weber bắt đầu các sưu khảo về sự hợp lý hóa, giải thích hiện tượng các giáo phái Kháng Cách, đặc biệt là các giáo hội chịu ảnh hưởng Thần học Calvin theo chủ trương khổ hạnh đã sử dụng các phương tiện thuần lý trong hoạt động kinh tế như là cách thể hiện rằng họ đang được Thiên Chúa chúc phúc. Weber tiếp tục khảo sát về vấn đề này, nhất là trong các nghiên cứu của ông về bộ máy hành chính, và về sự phân tầng thẩm quyền.
Cần lưu ý rằng nhiều tác phẩm nổi tiếng của Weber chỉ được tuyển chọn, nhuận chính, và xuất bản sau khi ông mất. Những luận giải có giá trị về các nghiên cứu của Weber đến từ các tác giả nổi tiếng trong ngành xã hội học như Talcott Parsons và C. Wright Mills.

### Xã hội học tôn giáo
Các nghiên cứu của Weber về xã hội học tôn giáo khởi đầu với luận văn Nền đạo đức Tin lành và tinh thần của chủ nghĩa tư bản, rồi tiếp nối với những biên khảo phân tích về Tôn giáo Trung Hoa: Khổng giáo và Lão giáo, Tôn giáo Ấn Độ: Xã hội học Ấn giáo và Phật giáo, và Do Thái giáo cổ đại. Sưu khảo của ông về các tôn giáo khác bị gián đoạn khi ông đột ngột từ trần năm 1920, khiến ông bỏ dở những khảo cứu về sách Thi thiên, sách Job, Do Thái giáo Talmud, Cơ Đốc giáo thời kỳ sơ khai, và Hồi giáo. Ba luận đề chính của Weber gồm có: Ảnh hưởng của ý thức tôn giáo trên các hoạt động kinh tế, Mối quan hệ giữa sự phân tầng xã hội và tôn giáo, và Những đặc điểm của văn minh phương Tây.
Mục tiêu của Weber là tìm ra những luận cứ giải thích sự khác biệt trong phương cách phát triển của hai nền văn hóa phương Đông và phương Tây. Dù không phê bình hoặc thẩm định chúng, Weber tìm cách giải thích những yếu tố nổi trội của nền văn minh phương Tây. Khi luận giải về các khám phá này, Weber tin rằng các giá trị của tôn giáo Kháng Cách (nhất là thần học Calvin) đã có ảnh hưởng lớn trên những cải cách xã hội, và phát triển hệ thống kinh tế tại Âu châu cũng như ở Hoa Kỳ, nhưng ông cũng ghi nhận rằng chúng không phải là nhân tố duy nhất đóng góp cho tiến trình phát triển này. Những nhân tố khác, theo Weber, có thể kể đến tính thuần lý trong nghiên cứu khoa học, sự hợp nhất giữa sự quan sát và toán học, học thuật và pháp lý, hợp lý hóa và hệ thống hóa bộ máy hành chánh, và các doanh nghiệp. Sau cùng, xã hội học tôn giáo, theo Weber, chỉ đơn giản là thăm dò tiến trình giải ma thuật và làm cho thế giới tỉnh ngộ, điều ông xem là khía cạnh đặc thù nổi bật nhất của văn hóa phương Tây.

### Đạo đức Kháng Cách và tinh thần của Chủ nghĩa tư bản

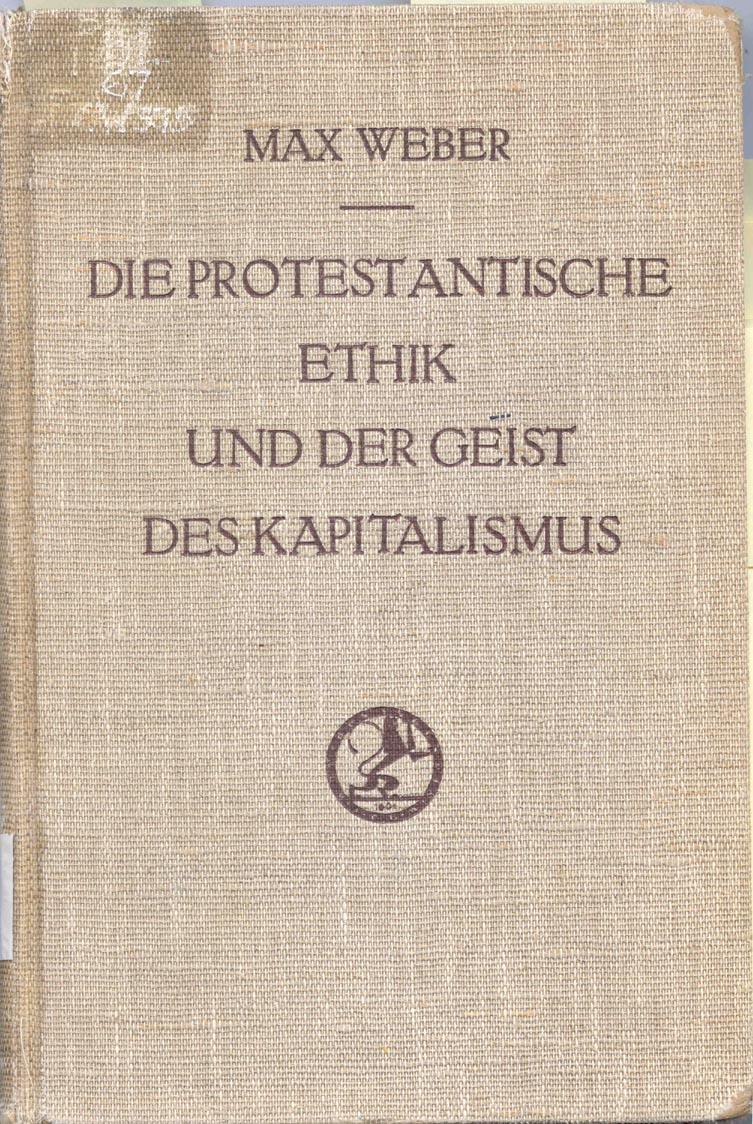
Nguyên bản tiếng Đức tác phẩm Đạo đức Kháng Cách và tinh thần của Chủ nghĩa tư bản.

Luận văn Die protestantische Ethik und der Geist des Kapitalismus là tác phẩm nổi tiếng nhất của Weber. Không nên xem đây là một khảo cứu về tôn giáo Kháng Cách, mà chỉ là phần dẫn nhập cho các nghiên cứu sau này của Weber, nhất là về mối quan hệ tương tác giữa ý thức tôn giáo và tập quán kinh tế. Trong Đạo đức Tin Lành và Tinh thần Chủ nghĩa Tư bản, Weber triển khai luận đề cho rằng nền đạo đức thần học Calvin có ảnh hưởng trên tiến trình phát triển chủ nghĩa tư bản. Lòng sùng tín tôn giáo thường đi đôi với thái độ xa lánh trần tục, trong đó có việc tích lũy tài sản. Thế nhưng, tại sao điều này không xảy ra với tôn giáo Kháng Cách? Weber tìm cách giải thích nghịch lý này trong luận văn của ông.
Weber đưa ra luận điểm cho rằng có một số giáo phái Kháng Cách – nhất là các giáo hội chịu ảnh hưởng thần học Calvin – ủng hộ việc tìm kiếm các lợi ích kinh tế và các hoạt động thường nhật trong cuộc sống trên trần thế, xem chúng là hàm chứa ý nghĩa đạo đức và có giá trị tâm linh tích cực. Chúng không phải là mục tiêu của ý thức tôn giáo, mà chỉ là sản phẩm phụ – hệ quả tất yếu của giáo huấn này là khuyến khích việc lập kế hoạch trên nền tảng thuần lý, và thể hiện nếp sống hi sinh cao đẹp trong khi theo đuổi các lợi ích kinh tế. Một thí dụ điển hình là trường hợp người thợ sửa giày, tuy vất vả trong công việc mưu sinh nhưng người ấy làm việc hết sức mình để tôn vinh Thiên Chúa. Hơn nữa, theo giáo huấn của cuộc Cải cách Kháng Cách, "ơn gọi" hiện diện trong tất cả nghề nghiệp có đóng góp chính đáng cho xã hội, và như thế được chúng được Chúa chúc phúc, và được xem là "thiêng liêng". Do đó, mọi công việc trong cuộc sống hằng ngày đều được xem là thiêng liêng khi chúng được cung hiến cho Chúa và cho mục đích của Ngài là nuôi dưỡng và phát triển sự sống.
Weber tóm tắt quan niệm đạo đức của thần học Calvin như sau: "Cách duy nhất để có một cuộc sống đẹp lòng Thiên Chúa không phải là vượt lên trên nền đạo đức của đời sống trần thế bằng lối sống khổ hạnh trong tu viện, mà chính là chu toàn trong thế gian các bổn phận tương ứng với chức phận mà cuộc sống dành cho mỗi người trong xã hội – chính vì thế mà các bổn phận trở thành 'thiên chức' [Beruf] của mỗi người."
Đặc trưng tư tưởng của giáo thuyết Calvin là nhấn mạnh tới nỗ lực của cá nhân chứ không coi trọng vai trò của các định chế, và loại trừ những xu hướng huyền bí, những xu hướng nặng về nghi thức – nói khác đi, đây chính là lối tư duy dẫn đến quá trình "giải ma thuật" (Entzauberung) và quá trình lý tính hóa lối sống của người tín đồ Calvin.
Thuật từ "đạo đức chức nghiệp" được sử dụng trong xã hội đương đại bắt nguồn từ "đạo đức Kháng Cách" theo luận điểm Weber. Thuật từ này được chấp nhận rộng rãi khi khái niệm đạo đức Kháng Cách được phổ quát hóa nhằm áp dụng cho người Nhật, người Do Thái và các dân tộc không chịu ảnh hưởng văn hóa Cơ Đốc khác.

### Tôn giáo Trung Hoa: Khổng giáo và Đạo giáo
Tác phẩm này là khảo cứu quan trọng thứ hai của Weber về xã hội học tôn giáo. Weber tập chú vào những điểm dị biệt giữa xã hội Trung Hoa với Tây Âu, nhất là những điểm đối nghịch với Thanh giáo, ông cũng nêu câu hỏi tại sao chủ nghĩa tư bản không phát triển tại Trung Hoa. Trong lịch sử Trung Hoa theo Bách Gia Chư Tử và Chiến Quốc, Weber tập trung vào giai đoạn đầu của thời kỳ này, lúc tư tưởng Khổng tử và Lão tử chiếm vị trí hàng đầu.
Khoảng năm 200 TCN, Trung Quốc thống nhất dưới thời nhà Tần. Cũng giống châu Âu, các thành phố ở Trung Hoa trong thời kỳ này được xây dựng như những thành trì, là nơi ở của vua quan và là trung tâm thương mại và tiểu thủ công nghệ. Nhưng không giống châu Âu, các thành phố này không có quyền tự trị, và công dân ở đó cũng không được hưởng quyền lợi hoặc đặc quyền chính trị nào. Đó là do xã hội Trung Hoa lập nền trên các mối quan hệ thân tộc và tín ngưỡng. Tương tự, các phường hội cạnh tranh quyết liệt với nhau hòng giành được đặc ân của hoàng đế, vì vậy không có chuyện họ đoàn kết với nhau cho một mục tiêu chung đấu tranh giành quyền lợi cho chính mình. Vì vậy, Trung Hoa thời đó không có điều kiện để hình thành sự phân tầng xã hội như đã diễn ra tại những thành phố ở châu Âu.
Theo Weber, sự kiện Trung Hoa sớm được thống nhất và thiết lập bộ máy hành chính trung ương tập quyền có nghĩa là tâm điểm của sự tranh chấp quyền lực không còn là việc phân bổ đất đai, mà là phân phối chức tước. Vương hầu, quan quyền được hưởng đến 50% từ nguồn sưu thuế. Như vậy, triều đình phụ thuộc vào lòng trung thành của giới quan lại, không phải giới quân sự (các hiệp sĩ) như tại châu Âu.
Khổng giáo, theo Weber, chấp nhận các loại hình tín ngưỡng khác nhau phổ biến trong dân gian mà không cố hệ thống hóa chúng trở thành một tôn giáo thuần nhất. Thay vì tập chú vào các vấn đề siêu hình, Khổng giáo nỗ lực thay đổi xã hội. Kẻ sĩ không nên ham làm giàu, vì vậy làm quan là chọn lựa tốt hơn làm thương nhân, và cũng được trọng vọng hơn.
Theo quan điểm của Weber, nền văn minh Trung Hoa không sản sinh các nhà tiên tri, cũng không hình thành giai cấp tăng lữ nhiều quyền lực. Trong khi vua là thầy tư tế thượng phẩm của quốc giáo, và là nhà lãnh đạo tối cao, các loại hình tín ngưỡng dân gian vẫn được chấp nhận. Điều này hoàn toàn trái ngược với Âu châu Trung Cổ, khi giáo hội kiềm chế vương quyền, và chỉ có một đức tin duy nhất cho cả giới cầm quyền lẫn thường dân.
Theo Khổng giáo, thờ phụng các thần linh là quốc sự, nhưng thờ cúng tổ tiên là bổn phận của mọi người, trong khi vẫn dung chịu các loại hình tín ngưỡng dân gian. Trong khía cạnh này, có thể xem Khổng giáo là quốc giáo, còn Đạo giáo là tín ngưỡng dân gian.
Trong khi nhận thấy trong xã hội Trung Hoa cổ đại có những nhân tố thuận lợi cho sự phát triển nền kinh tế tư bản như thái bình lâu dài, dẫn thủy nhập điền tốt, dân số tăng, người dân có quyền tự do sở hữu đất đai và lưu trú, tự do chọn nghề... Weber cũng liệt kê những yếu tố bất lợi, hầu hết đều phát xuất từ niềm tin tôn giáo:
- Chống đối các phát kiến khoa học vì e sợ làm náo động tổ tiên và bị xem là điềm gở. Chủ trương sống sao cho thuận với trời đất thay vì cố thay đổi thế giới.
- Cấm đoán hoặc hạn chế việc mua bán đất đai.
- Việc mở rộng các nhóm thân tộc (dựa trên tín ngưỡng của gia tộc và tổ tiên) được xem trọng hơn tính đa dạng kinh tế, do đó không khuyến khích kỷ luật lao động, và hợp lý hóa quy trình công việc.
- Các nhóm thân tộc ngăn cản sự phát triển giai cấp thị dân, chống đối các định chế pháp lý, pháp điển hóa, và việc hình thành giai cấp luật gia.[36]

Cũng theo Weber, Khổng giáo và Thanh giáo biểu trưng cho hai hệ tư tưởng thuần lý toàn diện, mỗi bên cố hướng dẫn đời sống cá nhân phù hợp với xác tín tôn giáo của mình, nhưng theo hai hướng đối lập nhau. Cả hai đều khuyến khích sự tiết chế và thái độ tự chủ, và cả hai đều tương thích với nỗ lực tích lũy tài sản. Song, trong khi Khổng giáo nhắm vào mục tiêu xây dựng và duy trì "địa vị văn hóa", và sử dụng nó như một phương tiện nhằm thay đổi xã hội, nền giáo dục, sự hoàn thiện cá nhân, lễ nghĩa, và lòng hiếu kính, thì Thanh giáo sử dụng các phương tiện trên như những "dụng cụ của Thiên Chúa", và xây dựng những cá nhân phụng sự Chúa và cai trị thế giới. Niềm xác tín mãnh liệt và lòng nhiệt huyết khi hành động, những đặc điểm của Thanh giáo, lại là những điều xa lạ so với các giá trị đạo đức của Khổng giáo. Vì vậy, theo Weber, đây chính là sự khác biệt trong não trạng của phần lớn người dân châu Âu, là nhân tố đóng góp cho sự phát triển của chủ nghĩa tư bản ở phương Tây mà vắng bóng ở Trung Hoa.

### Tôn giáo Ấn Độ: Xã hội học Ấn giáo và Phật giáo
Tôn giáo Ấn Độ: Xã hội học Ấn giáo và Phật giáo là một tác phẩm quan trọng của Weber trong lĩnh vực xã hội học tôn giáo. Trong khảo cứu này, Weber xem xét cấu trúc xã hội Ấn Độ với giáo lý chính thống của Ấn giáo và giáo lý không chính thống của Phật giáo, với những hình thái trung dung do ảnh hưởng của tôn giáo dân gian, và cuối cùng là ảnh hưởng của các xác tín tôn giáo trên nền đạo đức thế tục của xã hội Ấn Độ.
Hệ thống xã hội Ấn Độ cổ đại định hình bởi ý niệm về đẳng cấp (caste), trực tiếp nối kết niềm tin tôn giáo với sự phân biệt để chia thành các nhóm xã hội khác nhau, từ Brahmin (tăng lữ), Kshatriya (chiến binh), Vaisya (thương nhân), đến Shudra (người lao động). Theo Weber, sự bành trướng của hệ thống đẳng cấp ở Ấn Độ có nguyên nhân từ các cuộc chinh phục, sự kiện một số bộ tộc bị gạt ra ngoài lề xã hội, và sự phân nhỏ các đẳng cấp.
Weber đặc biệt quan tâm đến đẳng cấp Brahmin, cố phân tích xem tại sao họ có thể độc chiếm vị trí tối thượng trong xã hội Ấn từ nhiều thế kỷ qua. Nhận thấy điều này có liên quan đến khái niệm dharma (Pháp), Weber đi đến kết luận rằng tính đa dạng đạo đức trong xã hội Ấn rất khác với các giá trị đạo đức được chia sẻ bởi Khổng giáo và Cơ Đốc giáo. Ông nhận thấy chính hệ thống đẳng cấp đã ngăn cản sự phát triển vị trí xã hội của các nhóm thị dân.
Kế đến, Weber phân tích niềm tin Ấn giáo, trong đó có thế giới quan Ấn giáo và chủ trương tu trì khổ hạnh, giáo lý chính thống Brahma, sự trỗi dậy và suy vi của Phật giáo tại Ấn Độ, sự phục hồi Ấn giáo, và sự tiến hóa của giới guru. Weber nêu câu hỏi liệu tôn giáo có tạo lập ảnh hưởng trên đời sống thế tục, nếu có, thì ảnh hưởng như thế nào trên các hoạt động kinh tế. Weber nhận ra rằng ý tưởng về một trật tự thế giới bất biến với vòng luân hồi miên viễn, quan niệm xem thường cuộc sống trần thế, và hệ thống đẳng cấp truyền thống được củng cố bởi niềm tin tôn giáo đã kìm hãm tiến trình phát triển kinh tế; nói cách khác, "tinh thần" hệ thống đẳng cấp đã cản trở sự phát triển chủ nghĩa tư bản bản địa.
Trong phần cuối của công trình nghiên cứu về xã hội và tôn giáo Ấn Độ, Weber kết nối những khám phá mới của ông với những điều tìm thấy trong khảo cứu trước về Trung Hoa. Weber cũng đưa ra một số nhận xét như các niềm tin tôn giáo thường giải thích ý nghĩa của cuộc sống hoặc là cho đời sau, hoặc là theo những trải nghiệm thần bí, giới trí thức thường có quan điểm phi chính trị hoặc tỏ ra thờ ơ với chính sự, và xã hội bị phân chia thành hai thành phần: giới học thức thường tìm kiếm những hình mẫu đạo đức như các nhà tiên tri hoặc các bậc thông tuệ, trong khi giới bình dân ít học thường bị vây hãm trong trăm mối lo toan cho cuộc sống thường nhật, và dễ dàng bị cuốn hút bởi các loại hình mê tín dị đoan. Ở Á châu không có các nhà tiên tri như đã xuất hiện trong thời Cựu Ước để dạy cho "cả bậc trí giả lẫn người vô học biết về mục đích và ý nghĩa của cuộc đời." Weber cho rằng chính những nhà tiên tri thời Cựu Ước tại các xứ sở vùng Cận Đông, cần phân biệt với các nhà tiên tri ở lục địa châu Á, đã ngăn các quốc gia phương Tây không đi theo bước chân của Trung Hoa và Ấn Độ.

### Do Thái giáo Cổ đại
Trong Do Thái giáo Cổ đại, tác phẩm thứ tư của Weber về xã hội học tôn giáo, Weber cố giải thích "sự kết hợp các tình huống", hiện tượng này đã tạo ra sự khác biệt ban đầu giữa tín ngưỡng phương Đông và phương Tây. Điều này hiển thị rõ ràng trong sự tương phản giữa chủ nghĩa khổ hạnh phát triển trong Cơ Đốc giáo phương Tây và sự chiêm nghiệm thần bí ở Ấn Độ. Weber nhận thấy một số phương diện của Cơ Đốc giáo phương Tây nhấn mạnh đến nỗ lực chinh phục và thay đổi thế giới thay vì tìm cách xa lánh trần tục chỉ vì những điểm bất toàn của nó. Những đặc trưng căn bản của Cơ Đốc giáo (khi so sánh với các tôn giáo vùng Viễn Đông) đều bắt nguồn từ giáo huấn trong các lời tiên tri của Do Thái giáo cổ đại. Weber viết: 

Bất cứ ai thừa hưởng những truyền thống của nền văn minh Âu châu đương đại sẽ luôn tiếp cận các vấn đề lịch sử bằng một loạt câu hỏi. Đối với họ, những tra vấn ấy là hợp lý và cần thiết. Chúng sẽ dẫn đến hiện tượng kết hợp các tình huống đã sản sinh các hiện tượng văn hóa đặc thù phương Tây, nhưng lại có ý nghĩa văn hóa phổ quát.
Weber phân tích mối quan hệ tương tác giữa các bộ tộc du mục, các thị trấn, các mục tử và nông dân, trong đó có sự tranh chấp giữa họ và sự hình thành và sụp đổ Vương quốc Thống nhất của dân Do Thái cổ đại (1050 TCN – 930 TCN). Sự xuất hiện của Vương quốc Thống nhất được xem như là dấu mốc chia dòng lịch sử dân Do Thái thành hai thời kỳ. Thời kỳ đầu kể từ lúc dân tộc này được giải phóng khỏi ách nô lệ tại Ai Cập rồi đến định cư ở Canaan. Thời kỳ thứ hai là giai đoạn suy vi sau khi vương quốc bị chia cắt. Các khuynh hướng căn bản của Do Thái giáo được hình thành trong thời kỳ đầu và sau khi đất nước bị chia cắt, lập nền cho phong trào tiên tri. Chính những giáo huấn của các nhà tiên tri đã để lại ảnh hưởng lâu dài trên nền văn minh phương Tây.

Weber cũng bàn luận về những nét độc đáo trong mối quan hệ giữa dân Israel với Yahweh, ảnh hưởng của các tín ngưỡng ngoại lai, sự tranh chấp giữa giới tăng lữ và sự thờ hình tượng. Ông cũng miêu tả thời kỳ chia cắt, khía cạnh xã hội của các lời tiên tri trong Kinh Thánh, và khuynh hướng xã hội của các nhà tiên tri. Weber nhận ra rằng Do Thái giáo không chỉ sản sinh Cơ Đốc giáo và Hồi giáo, mà còn là nhân tố mấu chốt cho sự trỗi dậy của hình thái nhà nước phương Tây, cũng như ảnh hưởng của nó trên các nền văn hóa Hy Lạp và La Mã. Khi tóm tắt quyển Do Thái giáo Cổ đại, Reinhard Bendix viết:

Không bị ảnh hưởng bởi ma thuật và những suy diễn thần bí, chuyên tâm nghiên cứu luật tôn giáo, canh thức với nỗ lực chỉ làm những điều đẹp ý Chúa trong niềm hy vọng cho một tương lai tươi sáng hơn, các nhà tiên tri thiết lập một tôn giáo của đức tin, theo đó con người trong cuộc sống thường nhật phải tuân giữ các điều răn của luật đạo đức của Chúa. Như thế đạo Do Thái cổ đại đã giúp kiến tạo nền đạo đức thuần lý cho nền văn minh phương Tây.

### Xã hội học chính trị và chính quyền

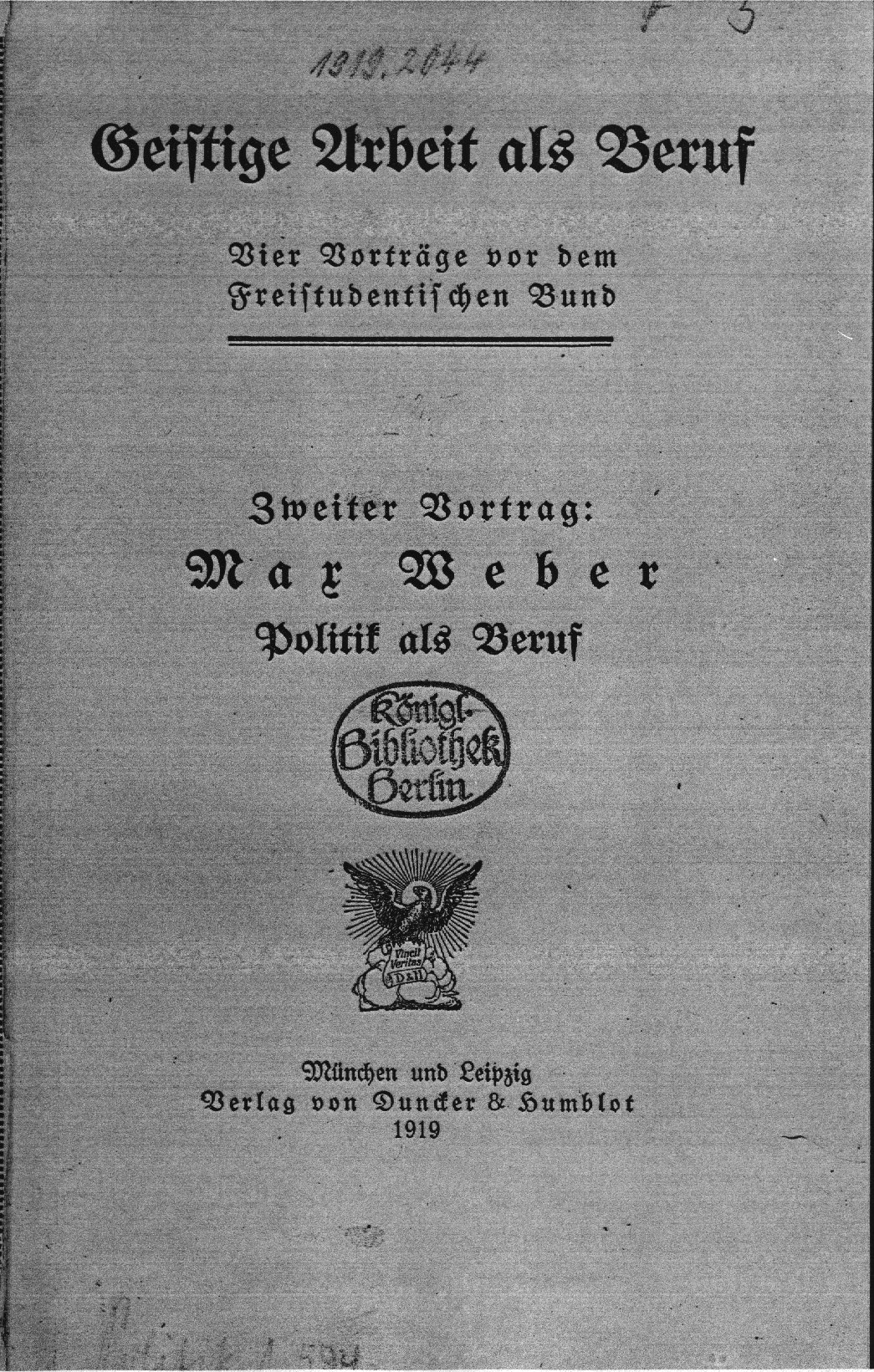
Nguyên tác tiếng Đức Politik als Beruf

Một trong những đóng góp quan trọng nhất của Weber cho ngành xã hội học chính trị và chính quyền là luận văn Chính trị như một nghề chuyên môn (Politik als Beruf). Weber chỉ ra rằng định nghĩa về nhà nước là vấn đề mấu chốt đối với tư duy phương Tây: nhà nước là thực thể được dành độc quyền hợp pháp sử dụng sức mạnh bạo lực. Weber viết rằng chính trị nên được hiểu là bất cứ hoạt động nào có sự can dự của nhà nước nhằm gây ảnh hưởng trên việc phân bổ quyền lực. Như thế, chính trị xuất phát từ quyền lực. Một chính trị gia không cần phải là người tuân thủ triệt để các nguyên tắc của nền đạo đức Cơ Đốc, theo cách hiểu của Weber là những giá trị được Chúa Giê-xu trình bày trong Bài giảng trên núi ("Nếu ai vả má bên hữu ngươi, hãy đưa má bên kia cho họ"). Một người theo đuổi nếp sống như thế phải là một vị thánh, và theo Weber, chỉ có các vị thánh mới có thể sống được như thế. Thế giới chính trị không dành cho các vị thánh. Chính trị gia phải biết kết nối nghĩa vụ đạo đức cho các mục tiêu tối hậu với nghĩa vụ đạo đức của trách nhiệm, và cần phải có niềm đam mê chức nghiệp, cũng như phải biết giữ khoảng cách với người bị trị.
Weber phân biệt ba hình mẫu lãnh đạo chính trị, thống trị và thẩm quyền: gây ảnh hưởng thống trị bởi sự thu hút cá nhân (trong gia đình và tôn giáo), có ảnh hưởng thống trị bởi truyền thống (các tổ phụ, chế độ phong kiến), và ảnh hưởng thống trị bởi quy định luật pháp (nhà nước và luật pháp đương đại, bộ máy hành chính). Theo luận cứ của Weber, mọi quan hệ lịch sử giữa người cai trị và kẻ bị trị đều ẩn chứa các yếu tố ấy, và có thể phân tích chúng dựa trên sự phân biệt kể trên. Weber ghi nhận rằng do không có tính ổn định nên thẩm quyền từ sức thu hút cá nhân buộc phải "hành chính hóa" để trở thành một hình thái quyền lực có cấu trúc vững chắc hơn. Tương tự, ông nhận thấy trong hình thái cai trị bởi truyền thống, một sự đề kháng đủ mạnh có thể trở thành một cuộc "cách mạng theo truyền thống". Như thế, Weber ngụ ý đến một tiến trình tất yếu dẫn tới cấu trúc thẩm quyền dựa trên pháp luật thuần lý, theo đó quyền lực được hành xử thông qua bộ máy hành chính. Do đó, đôi khi lý thuyết này được xem như là một phần trong thuyết tiến hóa xã hội.
Weber cũng nổi tiếng nhờ công trình nghiên cứu về việc hành chính hóa xã hội. Weber là người khởi xướng các cuộc khảo cứu về nền hành chính, và giúp phổ biến thuật từ này. Nhiều khía cạnh của nền hành chính công đương đại hình thành bởi Weber. Nền dịch vụ công kinh điển và được sắp xếp qui củ tại châu Âu đại lục được mệnh danh là "dịch vụ công Weber", mặc dù đây chỉ là một hình mẫu lý tưởng của nền quản trị công và chính quyền được miêu tả trong tác phẩm lớn Wirtschaft und Gesellschaft (Kinh tế và xã hội, 1922) của ông mà chính ông cũng không hài lòng lắm. Trong tác phẩm này, Weber đưa ra một bản phác thảo về quy trình hợp lý hóa như là một sự chuyển đổi từ phương pháp tổ chức và hành động dựa trên các giá trị (thẩm quyền do truyền thống, và thẩm quyền do sự thu hút cá nhân) sang phương pháp tổ chức và hành động dựa trên mục tiêu (thẩm quyền do quy định pháp luật thuần lý). Kết quả, theo miêu tả của Weber, là một "đêm vùng cực trong bóng tối băng giá", khi mà tình trạng hợp lý hóa của đời sống con người cầm giữ mọi cá nhân trong "lồng sắt" của sự kiểm soát lý tính lập nền trên luật pháp.

### Kinh tế học
Mặc dù Max Weber được công nhận như là một trong những học giả hàng đầu và được kể tên trong số những nhà sáng lập chuyên ngành xã hội học hiện đại, ông cũng có những cống hiến xuất sắc cho các lĩnh vực khác như kinh tế học, dù chúng không được các kinh tế gia chính thống lưu tâm đến, do quan điểm xem ảnh hưởng của Weber trên các nhà kinh tế học đương đại đến từ các phê phán của ông đều lập nền trên xã hội học. Vào thời của Weber, sự phân biệt giữa các chuyên ngành khoa học xã hội không rạch ròi như ngày nay. Weber tự nhận mình trước tiên là nhà sử học và kinh tế học, rồi mới là nhà xã hội học.
Từ góc nhìn của các nhà kinh tế, Weber đại diện cho trường phái lịch sử kinh tế học Đức "trẻ nhất". Đóng góp được trân trọng nhất của ông cho kinh tế học là tác phẩm nổi tiếng Nền đạo đức Tin lành và tinh thần của chủ nghĩa tư bản. Đây là một luận văn chuyên ngành bàn về những khác biệt giữa các tôn giáo và thành quả kinh tế của tín đồ các tôn giáo ấy. Ngoài ra, Weber còn có những sưu khảo cho kinh tế học (cũng là cho các chuyên ngành khoa học xã hội nói chung) về phương pháp luận: lý thuyết về "Verstenhen" (được biết như là Xã hội học luận giải), và antipositivism (được biết như là xã hội học nhân văn).

## Phê phán

### Trường phái Áo

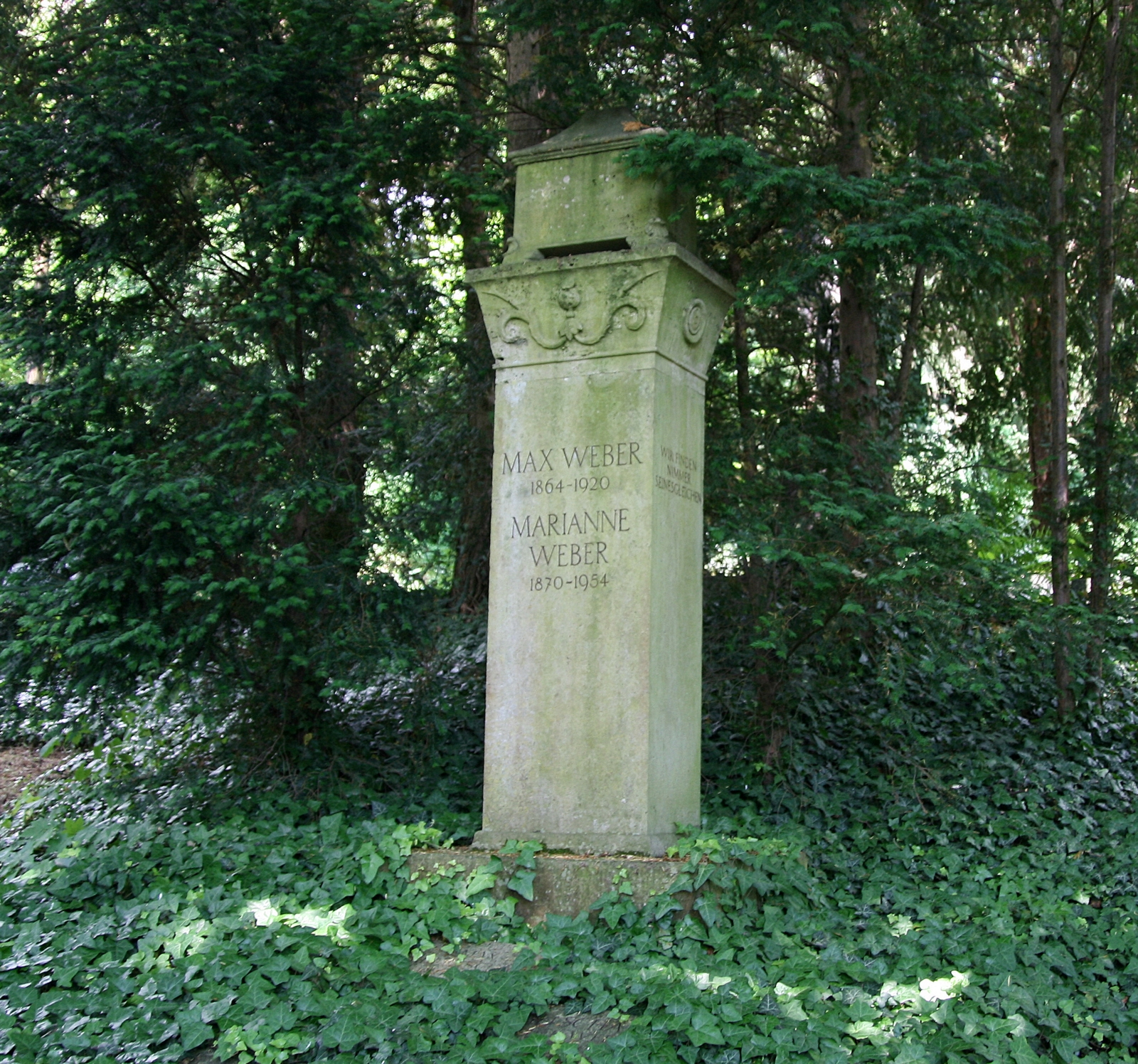
Phần mộ của Max Weber ở Heidelberg

Sinh thời, Weber phê phán phương pháp luận kinh tế học tân cổ điển của các tác giả như Carl Menger và Friedrich von Weiser, là những người áp dụng phương pháp nghiên cứu hoàn toàn khác với chuyên ngành xã hội học lịch sử của Weber. Song, những khảo cứu của các tác giả kể trên giúp hình thành Trường phái kinh tế học Áo, trong đó có những tên tuổi như Friedrich von Hayek, gần đây là các tác giả Daniel Yergin và Joseph Stanislaw. Trong tác phẩm ủng hộ xu thế toàn cầu hóa Commanding Heights: The Battle for the World Economy, Yergin và Stanislaw phê phán luận cứ của Weber cho rằng nền đạo đức Kháng Cách khai sinh khái niệm về đạo đức chức nghiệp bằng cách đơn cử trường hợp các con hổ kinh tế Đông Nam Á.
Tuy nhiên, điều cần nhận thấy trong các cuộc tranh luận này là các phương pháp mà thế hệ hậu sinh của Trường phái Áo sử dụng đã chịu ảnh hưởng sâu đậm từ các tác phẩm của Weber. Khái niệm "Xã hội học hành động" của Max Weber, theo cách gọi của họ, là chủ đề thường xuyên của "Nhóm Mises", gồm những học giả có nhiều ảnh hưởng với Ludwig von Mises là thủ lĩnh; Mises là nhân vật chủ chốt của Trường phái Áo. Trong số những người tham dự có Alfred Schutz, triết gia của ngành xã hội học và là một môn sinh của Mises. Schutz tìm cách làm sáng tỏ phương pháp luận giải của Weber theo hiện tượng học phân tích của Edmund Husserl. Như thế, công trình của Schutz, nhất là quyển The Phenomenology of the Social World (1932), dù là một sự phê phán sâu sắc nhắm vào phương pháp của Weber, lại trở thành một nỗ lực nhằm phát triển phương pháp ấy. Hayek cũng thường tham gia các cuộc thảo luận, và phương pháp luận của ông được trình bày trong quyển The Counter-Revolution of Science: Studies in the Abuse of Reason (1952) cũng thể hiện những ảnh hưởng tương tự. Ludwig Lachman, một thành viên của Trường phái Áo, đã làm rõ ảnh hưởng của phương pháp luận Weber trên Trường phái Áo.
Điều thú vị là, mặc dù có những dị biệt trong quan điểm học thuật, Weber và Mises không chỉ quen biết nhau mà còn trân trọng các công trình nghiên cứu của nhau. Mises nhìn nhận Weber là một "thiên tài vĩ đại", và cái chết của Weber là một cú sốc đối với nước Đức. Tương tự, Weber nhận xét rằng lý thuyết tiền tệ được trình bày trong quyển Lý thuyết về tiền tệ và tín dụng (Theorie des Geldes und der Umlaufsmittel) của Mises là lý thuyết dễ được chấp nhận nhất đối với ông.

### Phê phán lịch sử
Còn theo kinh tế gia Joseph Schumpeter, chủ nghĩa tư bản không khởi phát từ cuộc Cách mạng Công nghiệp mà bắt đầu ở Ý từ thế kỷ XIV. Tại Milano, Venezia, và Firenze, chính quyền nhỏ bé của các nhà nước-thành phố này đã giúp phát triển hình thái sơ khai của chủ nghĩa tư bản. Antwerpen của Bỉ từ thế kỷ XVI đã là trung tâm thương mại của Âu châu. Cũng cần ghi nhận rằng Scotland, chịu ảnh hưởng sâu đậm văn hóa Kháng Cách, lại không được hưởng sự phát triển kinh tế như diễn ra ở Hà Lan, Anh, và vùng New England (cũng là những xứ sở có nền văn hóa Kháng Cách phát triển mạnh). Hơn nữa, Hà Lan theo thần học Calvin mãi đến thế kỷ XIX mới được công nghiệp hóa, chậm hơn nhiều so với nước Bỉ Công giáo, từng là một trong những trung tâm kinh tế trong thời kỳ Cách mạng Công nghiệp tại châu Âu đại lục.

## Tác phẩm
Danh sách các tác phẩm của Max Weber.
Các ấn bản riêng lẻ
1. Gesammelte Aufsätze zur Religionssoziologie (Tập hợp các luận văn về xã hội học tôn giáo), 3 Bde., Tübingen, 1920/21.
2. Gesammelte Aufsätze zur Sozial- und Wirtschaftsgeschichte (Tập hợp các luận văn về lịch sử kinh tế và xã hội), Tübingen, 1924.
3. Gesammelte Aufsätze zur Soziologie und Sozialpolitik (Tập hợp các luận văn về xã hội học và chính sách xã hội), Tübingen, 1924.
4. Gesammelte Aufsätze zur Wissenschaftslehre (Tập hợp các luận văn về khoa học luận), hrsg. von J. Winckelmann, Tübingen, 1968.
5. Gesammelte politische Schriften (Tập hợp các bài viết chính trị), hrsg. von J. Winckelmann, Tübingen, 1971.
6. Grundriß zu den Vorlesungen über allgemeine ("theoretische") Nationalökonomie (Bản thảo các bài thuyết trình về nền kinh tế quốc dân [lý thuyết] tổng quát) (1898), Nachdruck, Tübingen, 1990.
7. Jugendbriefe (Các lá thư thời trẻ), Tübingen o. J., 1936.
8. Die protestantische Ethik II. Kritiken und Antikritiken (Nền đạo đức Tin lành II. Những lời phê phán và những lời chống lại sự phê phán), hrsg. von J. Winckelmann, Hamburg, 1972.
9. Die rationalen und soziologischen Grundlagen der Musik (Những nền tảng duy lý và những nền tảng xã hội học của âm nhạc), Tübingen, 1972.
10. Wirtschaft und Gesellschaft. Grundriß der verstehenden Soziologie (Kinh tế và xã hội. Phác thảo môn xã hội học thông hiểu), hrsg. von J. Winckelmann, Tübingen, 1972.
11. Wirtschaftsgeschichte. Abriß der universalen Sozial- und Wirtschaftsgeschichte (Lịch sử kinh tế. Đại cương lịch sử kinh tế và xã hội phổ quát), hrsg. von S. Hellmann und M. Palyi, München/Leipzig, 1923.

Toàn tập Max Weber
Do H. Baier ấn hành, Tübingen, từ năm 1984 và còn tiếp tục
1. Bd. I/2: Die römische Agrargeschichte in ihrer Bedeutung für das Staats- und Privatrecht (Lịch sử nông nghiệp La Mã xét về tầm quan trọng của nó đối với công pháp và tư pháp), hrsg. von J. Deininger, Tübingen, 1986.
2. Bd. I/3: Die Lage der Landarbeiter im ostelbischen Deutschland (Tình cảnh nông dân Đức miền đông sông Elb) (1892), hrsg. von M. Riesebrot, Tübingen, 1984.
3. Bd. I/4: Landarbeiterfrage, Nationalstaat und Volkswirtschaftspolitik (Vấn đề nông dân, nhà nước quốc gia và chính sách kinh tế quốc dân), Schriften und Reden 1892-1899, hrsg. von W. J. Mommsen in Zusammenarbeit mit R. Aldenhoff, Tübingen, 1993.
4. Bd. I/10: Zur Russischen Revolution 1905 (Về cuộc cách mạng Nga năm 1905), Schriften und Reden 1905-1912, hrsg. von W. J. Mommsen in Zusammenarbeit mit D. Dahlmann, Tübingen, 1989.
5. Bd. I/11: Zur Psychophysik der industriellen Arbeit (Bàn về vật lý học-tâm lý của lao động công nghiệp), Schriften und Reden 1908-1912, hrsg. von W. Schluchter in Zusammenarbeit mit S. Frommer, Tübingen, 1995.
6. Bd. I/15: Zur Politik im Weltkrieg (Về chính trị trong Thế Chiến), Schriften und Reden 1914-1918, hrsg. von W. J. Mommsen in Zusammenarbeit mit G. Hübinger, Tübingen, 1984.
7. Bd. I/16: Zur Neuordnung Deutschlands (Bàn về trật tự mới của nước Đức), Schriften und Reden 1918-1920, hrsg. von W. J. Mommsen in Zusammenarbeit mit W. Schwentker, Tübingen, 1988.
8. Bd. I/17: Wissenschaft als Beruf (Khoa học-Nghề nghiệp và Sứ mệnh) (1917/1919); Politik als Beruf (Chính trị-Nghề nghiệp và Sứ mệnh) (1919), hrsg. von W. J. Mommsen und W. Schluchter in Zusammenarbeit mit B. Morgenbrod, Tübingen, 1992.
9. Bd. I/19: Die Wirtschaftsethik der Weltreligionen. Konfuzianismus und Taoismus (Đạo đức học kinh tế của các tôn giáo thế giới. Khổng giáo và Lão giáo), Schriften 1915-1920, hrsg. von H. Schmidt-Glintzer in Zusammenarbeit mit P. Kolonko, Tübingen, 1989.
10. Bd. I/20: Die Wirtschaftsethik der Weltreligionen: Hinduismus und Buddhismus (Đạo đức học kinh tế của các tôn giáo thế giới. Ấn Độ giáo và Phật giáo), (1916-1920), hrsg. von H. Schmidt-Glintzer in Zusammenarbeit mit K.-H. Golzio, Tübingen, 1996.
11. Bd. II/5: Briefe 1906-1908 (Những lá thư viết năm 1906-1908), hrsg. von M.R Lepsius und W. J. Mommsen in Zusammenarbeit mit B. Ruhhard und M. Schön, Tübingen, 1990.
12. Bd. II/6: Briefe 1909-1910 (Những lá thư viết năm 1909-1910), hrsg. von M.R Lepsius und W. J. Mommsen in Zusammenarbeit mit B. Ruhhard und M. Schön, Tübingen, 1994.

Các bản dịch cuốn Nền đạo đức Tin lành và tinh thần của chủ nghĩa tư bản
Một số bản dịch của quyển Nền đạo đức Tin lành và tinh thần của chủ nghĩa tư bản của Max Weber (trong số khoảng hơn 20 bản dịch ra các thứ tiếng trên thế giới tính đến nay).
| Tiếng Anh         | - The Protestant Ethic and the Spirit of Capitalism, Talcott Parsons dịch, Luân Đôn & Boston, Unwin Hyman, 1930; tái bản năm 1948, năm 1950, và năm 1958 với lời nói đầu của Richard Henry Tawney (New York, Charles Scribner's Sons, 1958). Bản trực tuyến trên Marxists.org. - The Protestant Ethic and the Spirit of Capitalism, Stephen Kalberg dịch, Los Angeles, Roxbury Publishing, ấn bản lần thứ ba, 2002, 266 trang. - The Protestant Ethic and the Spirit of Capitalism and Other Writings, Peter Baehr và Gordon C. Wells dịch và biên tập, New York, Penguin, 2002, 392 trang. |
| Tiếng Pháp        | - L'éthique protestante et l'esprit du capitalisme (theo một tiểu luận khác), Jacques Chavy dịch, Paris, Plon, 1964, 322 trang. - L'éthique protestante et l'esprit du capitalisme, Isabelle Kalinowski dịch và biên tập, Paris, Flammarion, 2000. - L'éthique protestante et l'esprit du capitalisme, Jean-Pierre Grossein dịch và giới thiệu, Paris, Gallimard, 2003. |
| Tiếng Ý           | - L'etica protestante e lo spirito del capitalismo, Piero Burresi dịch, với lời nói đầu của Ernesto Sestan, Roma, Leonardo, 1945. |
| Tiếng Tây Ban Nha | - La ética protestante y el espíritu del capitalismo, Luis Legaz Lacambra dịch, Madrid, Edit. Revista de Derecho Privado, 1955. |
| Tiếng Nga         | - Макс Вебер, Протестантская этика и дух капитализма, bản dịch đầu tiên do Viện Thông tin Khoa học Xã hội (thuộc Viện Hàn lâm Khoa học Liên Xô) xuất bản vào năm 1972, sau đó một bản dịch toàn bộ của Y. N. Davydov được in trong bộ Избранные произведения (Tuyển tập) của Max Weber do Nhà xuất bản Tiến bộ (Moskva) xuất bản năm 1990 (Пер. с нем./Сост., общ. ред. и послесл. Ю. Н. Давыдова; Предисл. П. П. Гайденко, Москва, Прогресс, 1990, 808 с.), và đến năm 2006 được xuất bản bởi Российская политическая энциклопедия. Bản trực tuyến trên Kara-murza.ru.                     |
| Tiếng Nhật        | - Makkusu Ueba, プロテスタンティズムの倫理と資本主義の精神 (Romanji: Purotesutantizumu no rinri to shihonshugi no seishin), bản dịch của Kajiyama Tsutomu, xuất bản năm 1938, và bản dịch năm 1972 của Hisao Otsuka trong Tuyển tập về xã hội học tôn giáo (Misuzu Shobo, 1972). |
| Tiếng Hoa         | - 新 教 倫 理 與 資 本 主 義 精 神 (Hán Việt: Tân giáo luân lý dữ Tư bản chủ nghĩa tinh thần), bản dịch của Ngọc Hiểu, Trần Duy Cương và những người khác, Tam Liên thư sách, Bắc Kinh, 1987. |
| Tiếng Việt        | - Nền đạo đức Tin lành và tinh thần của chủ nghĩa tư bản, bản dịch của Bùi Văn Nam Sơn, Nguyễn Nghị, Nguyễn Tùng và Trần Hữu Quang, với "Lời giới thiệu" của Trần Hữu Quang và Bùi Văn Nam Sơn, Hà Nội, Nhà xuất bản Tri thức, 2008. |